# Cidade Velha da Corunha
A Cidade Velha da Corunha (em galego:  Cidade Vella da Coruña) corresponde à antiga área urbana da cidade, sendo declarada um monumento histórico-artístico. No seu interior localiza-se a maioria dos edifícios históricos, e as suas ruas conservam ainda o seu antigo traçado, bem como um grande número de casas antigas. Foi declarada um conjunto histórico-artístico pelo decreto 29/1984 de 29 de maio e o processo de pedonização teve início em agosto de 2014.

## História
A origem da Cidade Velha da Corunha provém da fundação oficial da vila em junho de 1208. Inicialmente, a cidade consistia num núcleo localizado em torno da Igreja de Santa Maria e o pequeno bairro portuário do Parrote, com a Igreja de Santiago. Durante vários séculos, foi o conjunto da cidade, até o crescimento populacional superar o recinto amuralhado.
Durante os séculos XVI e XVII, foram fundados os núcleos dos bairros agrícolas de San Tomé e da Pescadería, que passou a ser uma zona comercial. Nesta época, a Cidade Alta era a zona mais nobre da Corunha e abrigava os principais edifícios públicos, como o Concelho, a Casa da Moeda e a Real Audiência. Os conventos de São Domingos e São Francisco foram construídos fora do recinto, devido às restrições legislativas.

## Descrição
As fortificações que protegiam o recinto da Cidade Velha originaram-se a partir do reinado de Henrique III de Castela, no final do século XIV. São conservados os troços das muralhas defensivas e das três portas que abriam a cidade ao mar, ao longo da marginal do Parrote, em frente à baía: a porta de São Miguel, construída em 1607, em frente ao Castelo de Santo Antão, a porta do Cravo, situada em frente ao Jardim de São Carlos e que foi construída em 1676 e a porta da Cruz ou do Parrote, construída no mesmo ano, e que está situada em frente ao Palácio da Capitania-Geral. Conserva-se também o baluarte designado por Fortaleza Velha (em galego:  Fortaleza Vella), que é o atual Jardim de São Carlos.
No interior das muralhas localizam-se a Igreja de Santiago, a mais antiga da cidade, e a Colegiada de Santa Maria do Campo, além de dois edifícios religiosos, os conventos de São Domingos e Santa Bárbara, na Praça das Bárbaras. O Palácio da Capitania está situado junto à Praça de Azcárraga.
Na Cidade Velha da Corunha também se encontram as antigas residências de Rosalía de Castro, José Cornide Saavedra e Francisca Herrera Garrido. As casas de Maria Pita e Emilia Pardo Bazán foram transformadas em casas-museus. A última é também a sede da Real Academia Galega.
Fora do núcleo central há o Museu Militar, a Capela da Venerável Ordem Terceira, o antigo Hospital Militar (conhecido atualmente como Hospital Abente y Lago), a Fundação Luis Seoane e o reitorado da Universidade da Corunha.

## Galeria

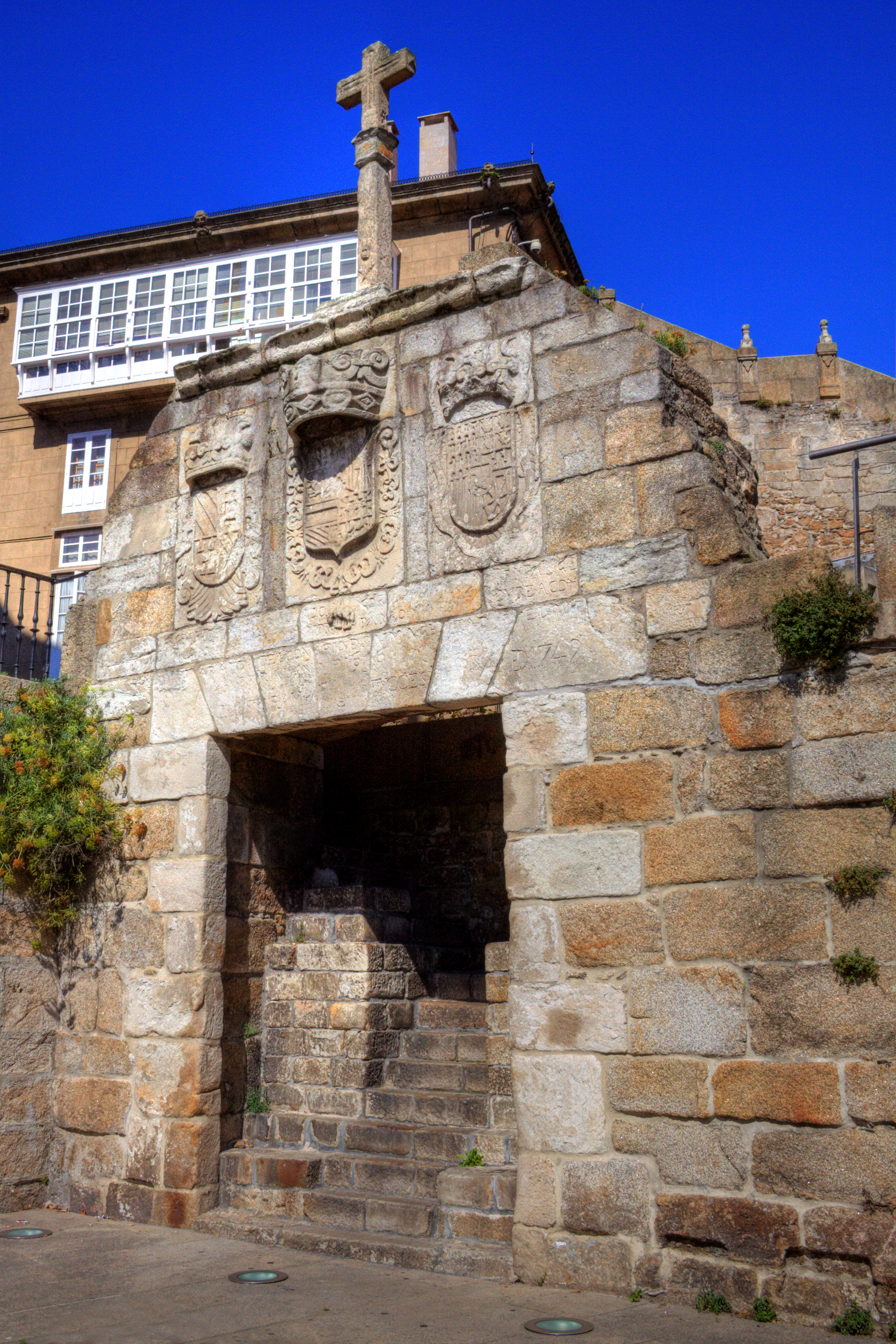
A Porta da Cruz.
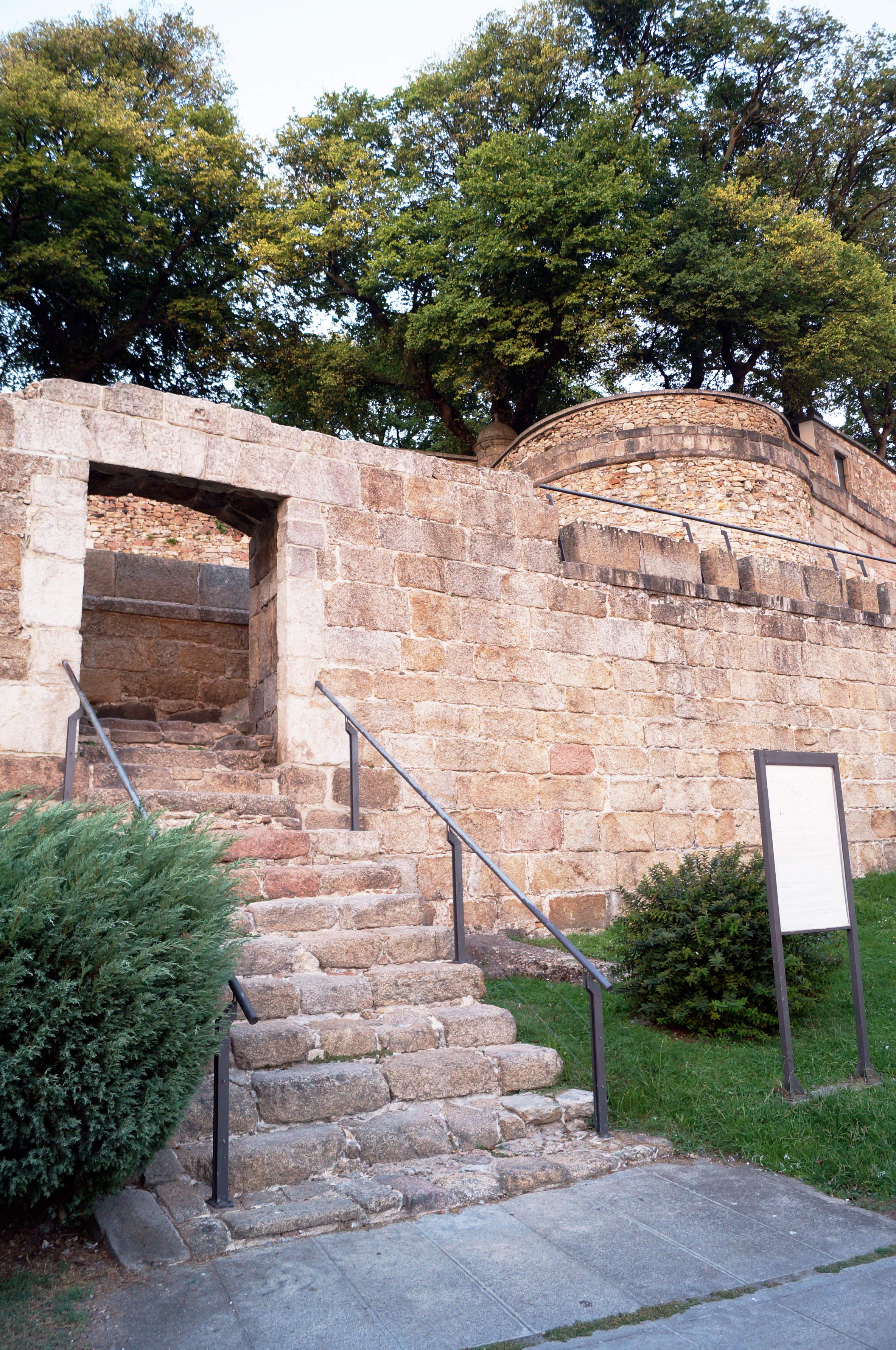
A Porta do Cravo.
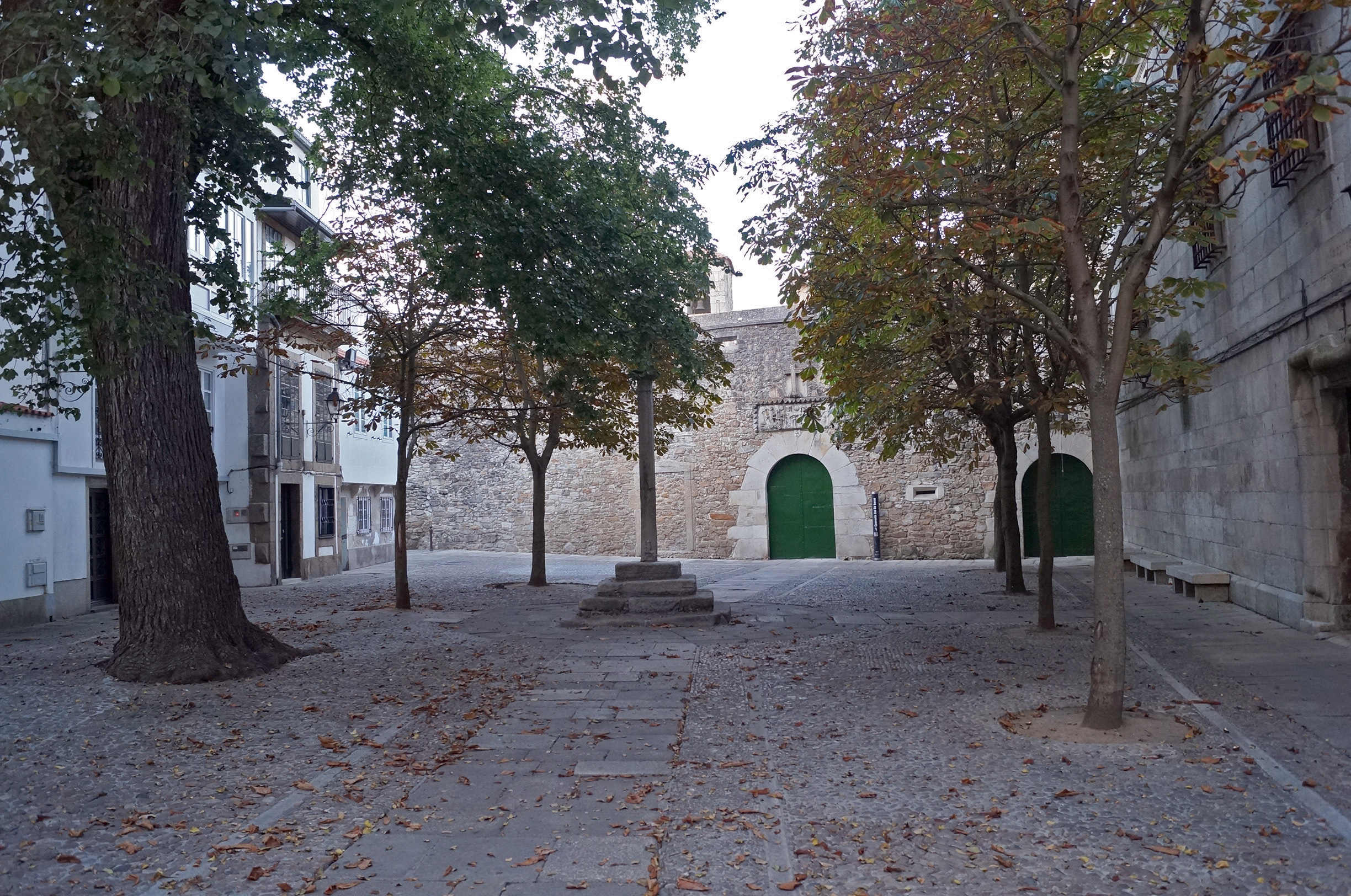
A Praça das Bárbaras.
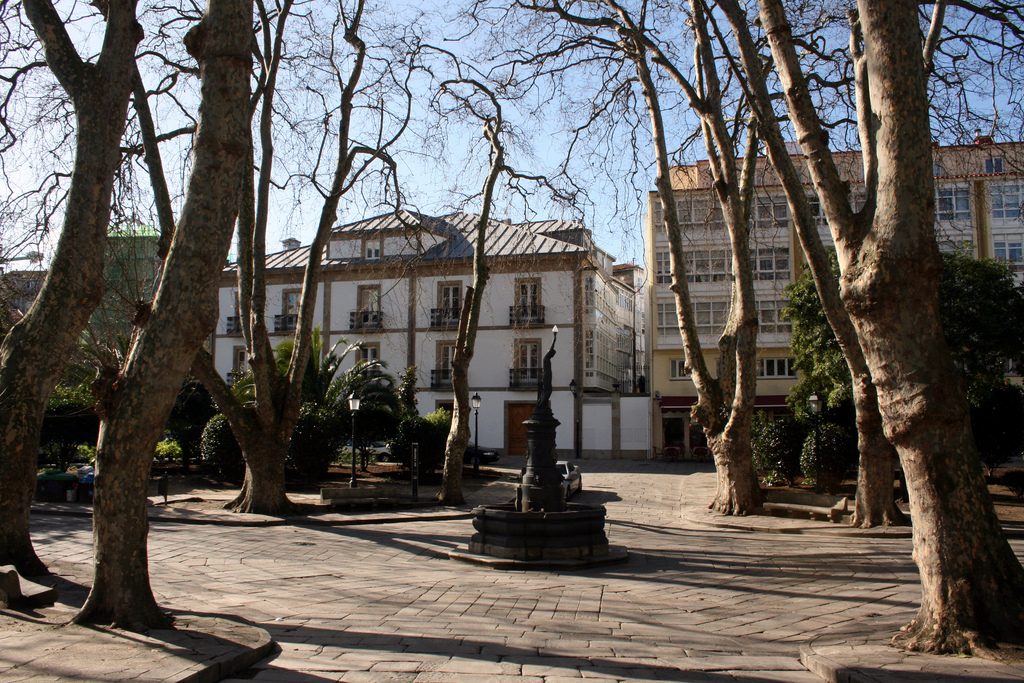
A Praça de Azcárraga.
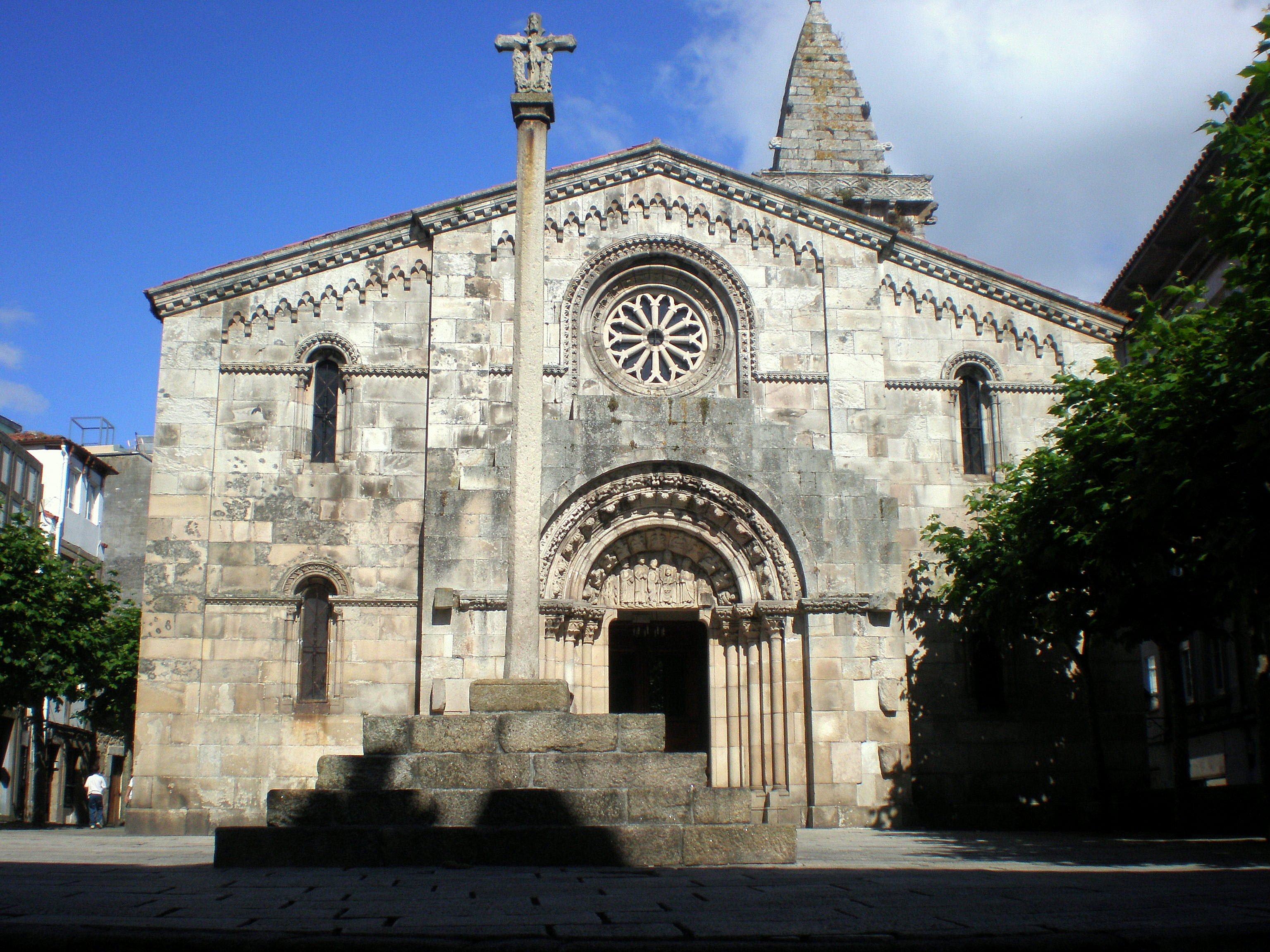
A Colegiada de Santa Maria do Campo.
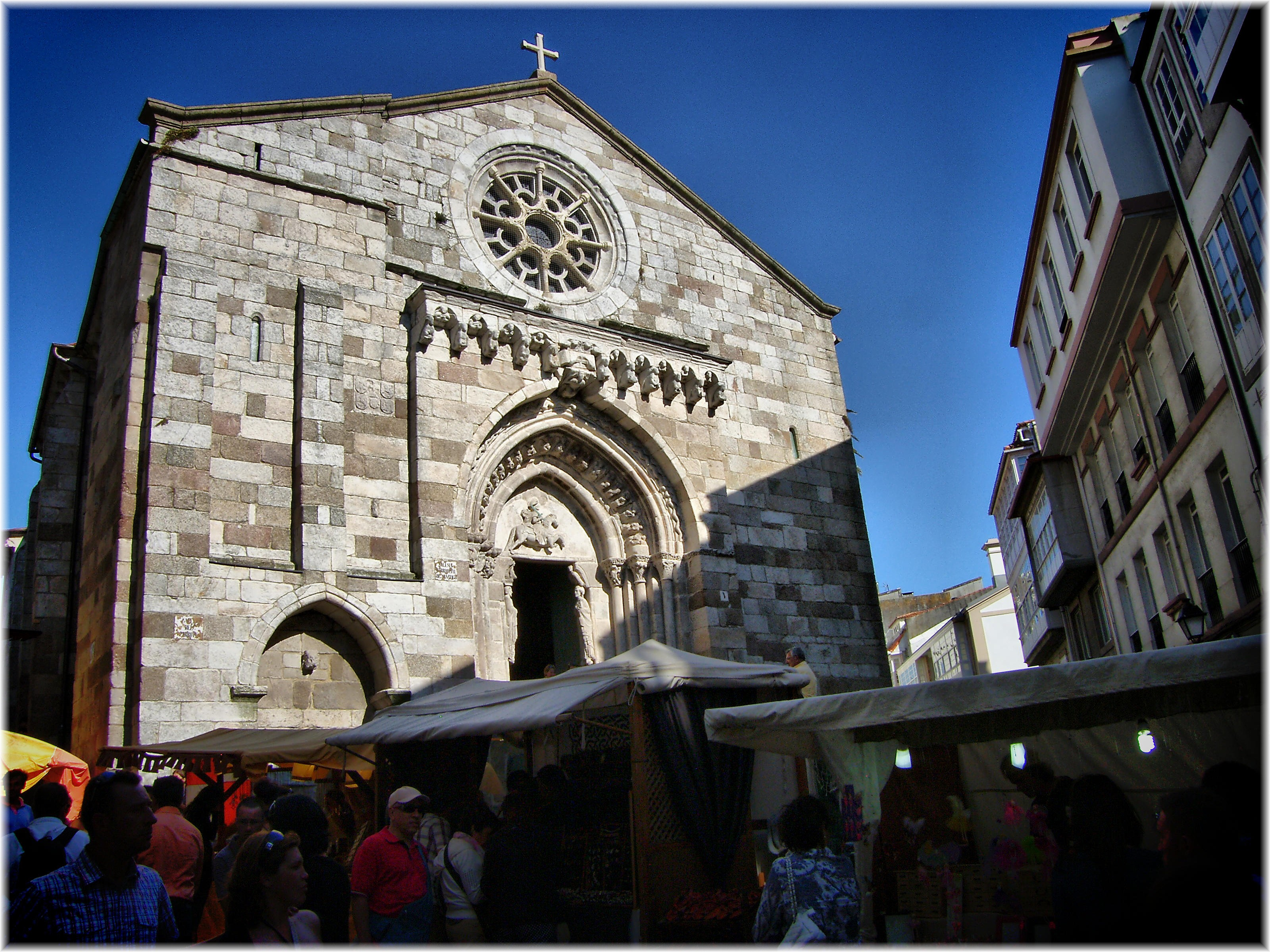
A Igreja de Santiago.
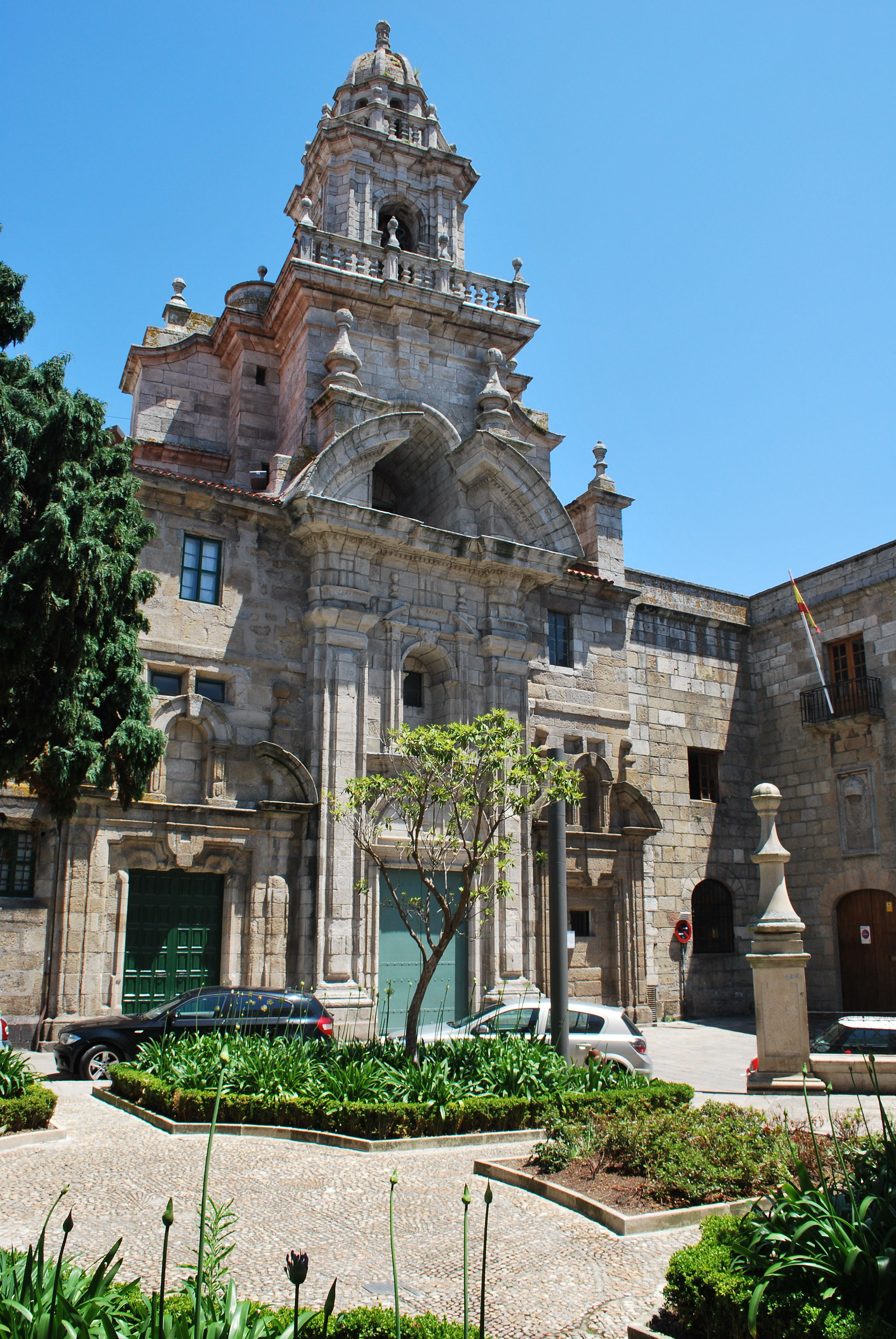
O Convento de São Domingos.
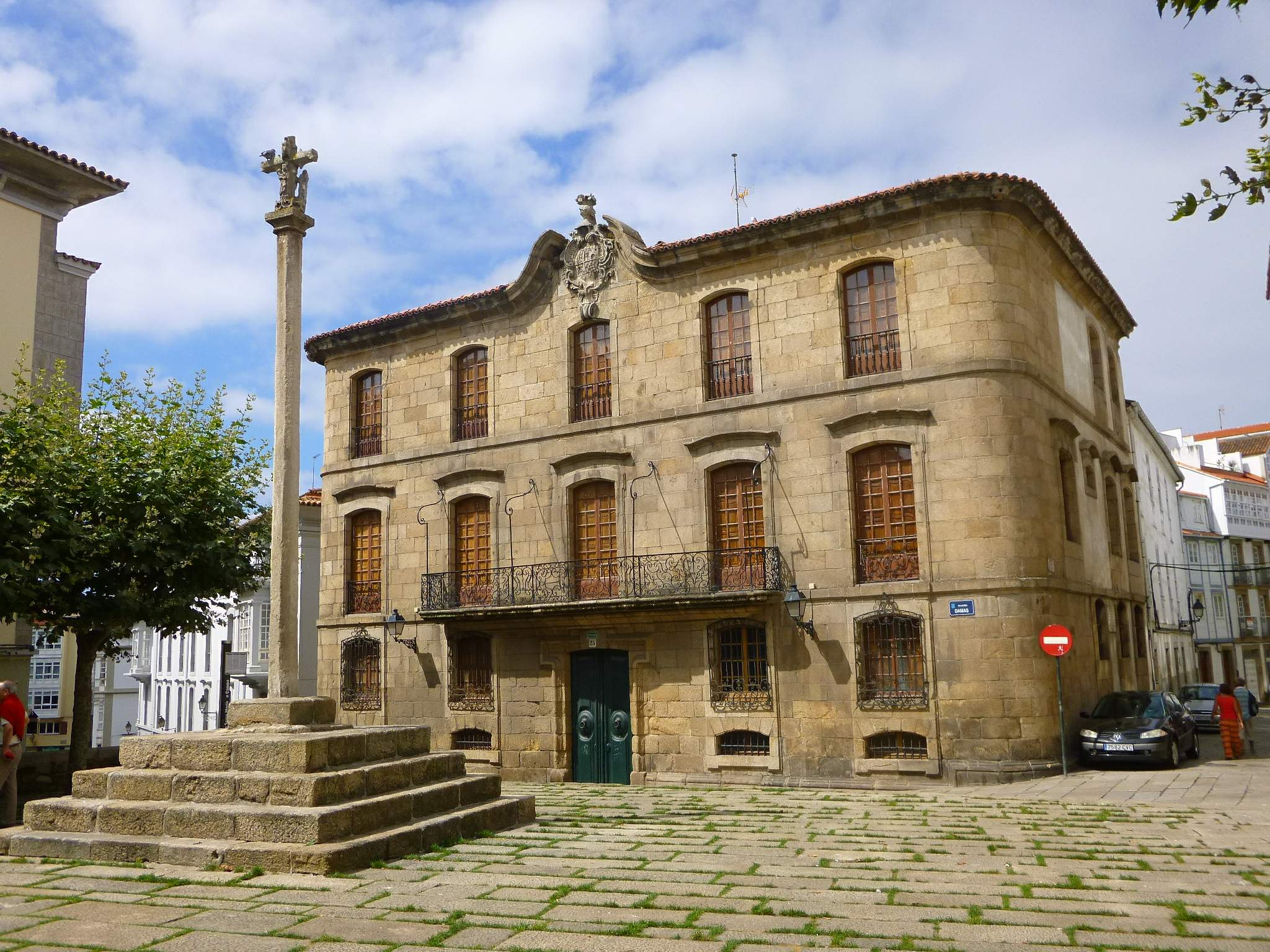
O Paço de Cornide.
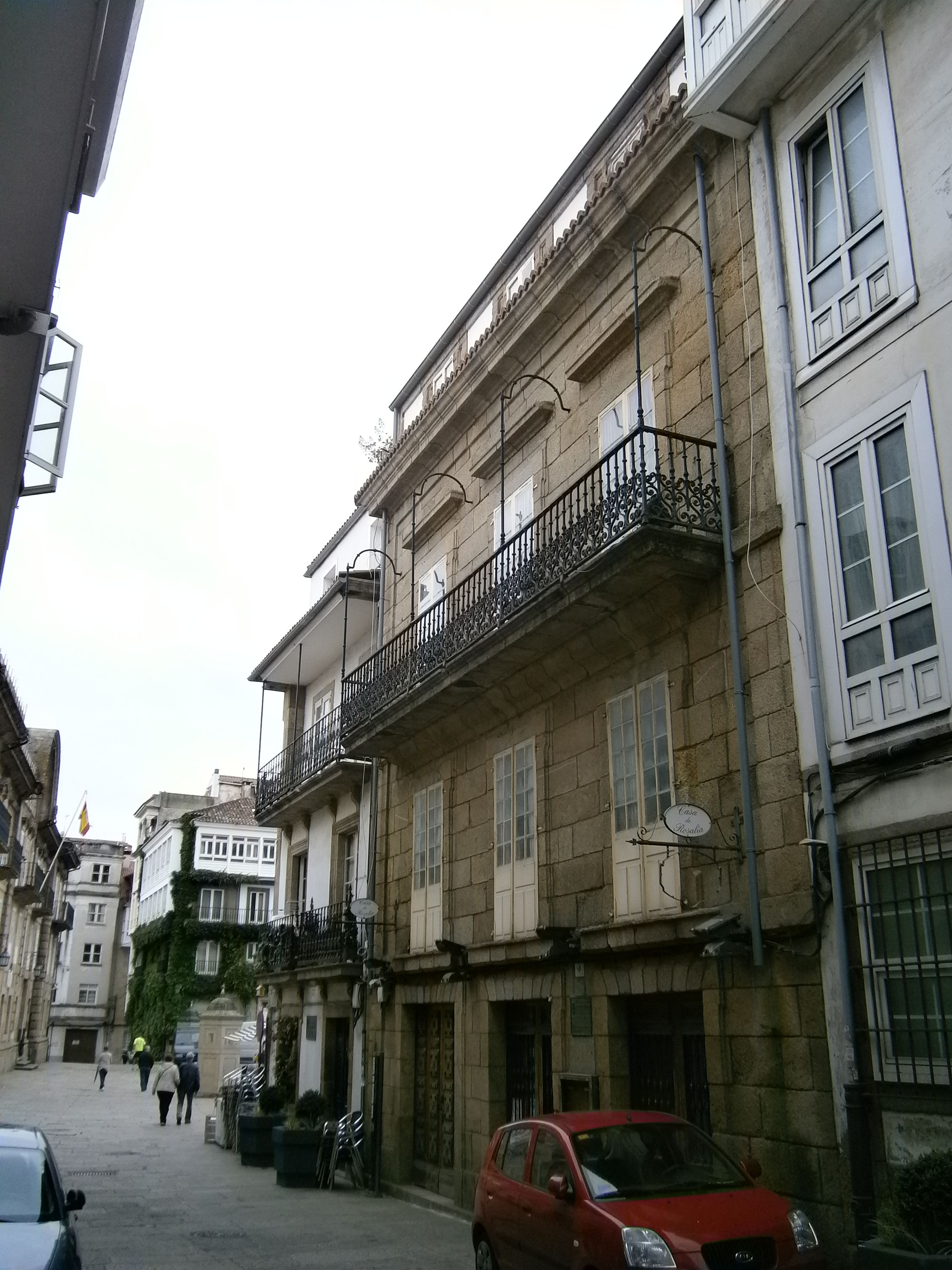
As casas onde viveram Francisca Herrera Garrido (à esquerda) e Rosalía de Castro (à direita), na rua do Príncipe.
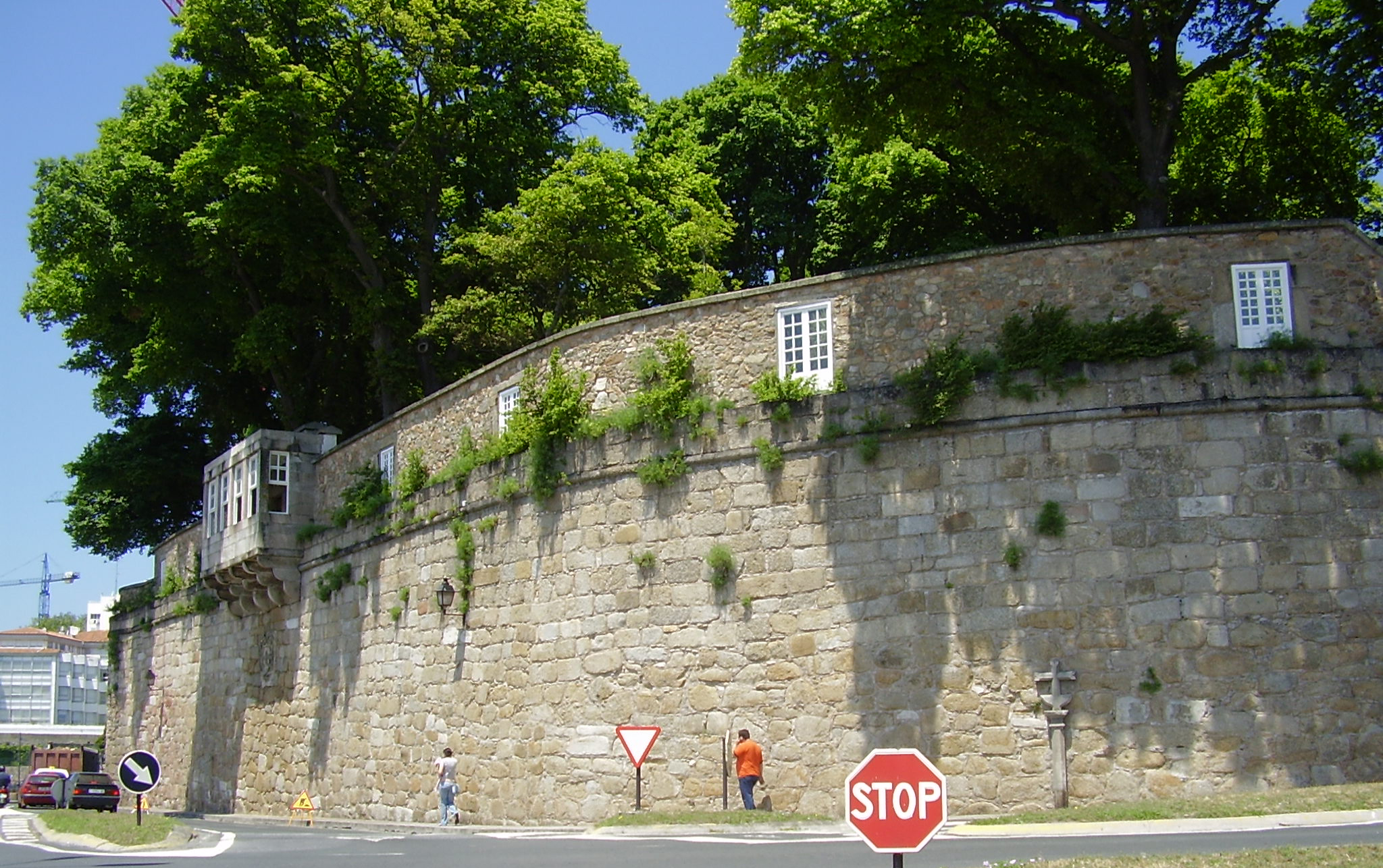
A Muralha do Jardim de São Carlos.